# Thomas Klemm (Musiker)
Thomas Klemm (* 21. September 1961) ist ein deutscher Musiker, Komponist und Musikproduzent. Zunächst bekannt als Jazzmusiker (Tenorsaxophon, Flöte) komponierte er Musik für mehrere Fernsehserien und zahlreiche Filme. Ferner komponierte und produzierte er CDs und Hörbücher für Kinder.

## Leben und Wirken
Klemm studierte von 1968 bis 1978 am Cottbuser Konservatorium Saxophon, Flöte und Klavier. Ab 1980 absolvierte er ein Studium an der Hochschule für Musik Hanns Eisler in Berlin (bis 1984).
Als Jazzmusiker war Klemm bereits während des Studiums Mitglied der Gruppe Fusion und wechselte 1984 in die Band von Axel Donner. 1986 entstand seine eigene Band College. Im selben Jahr gründete er mit Volker Schlott, Jörg Huke und Joachim Hesse das Jazz-Bläserquartett Fun Horns, mit dem er international erfolgreich war. Sie unternahmen Tourneen des Goetheinstitutes durch Afrika, Südamerika, Europa, Asien sowie USA. Er verließ die Gruppe 1998. Weiterhin war er als Studiomusiker an vielen  Einspielungen beteiligt, wie z. B. mit Pascal von Wroblewsky, Cecil Taylor, Gebhard Ullmann, Pankow, Barbara Thalheim, Jessica, Choralconcert.
Klemm arbeitete als Dozent an der Hochschule für Musik Hanns Eisler Berlin von 1994 bis 1997 und war für Studienaufenthalte in den USA, Brasilien und Großbritannien.
Er ist seit Jahren als Komponist und Produzent tätig. Dabei kam es zur Zusammenarbeit mit dem Bratislava Symphony Orchestra, dem Filmorchester Babelsberg, den Nürnberger Symphonikern, der RIAS Big Band Berlin, dem Orchester des Friedrichstadt-Palast Berlin, den Mecklenburger Kammersolisten (Norddeutsche Philharmonie).
Klemm komponierte die Musik für über 350 Film- und Fernsehproduktionen und komponierte und produzierte mehr als 20 CDs für Kinder. Er ist Mitglied des Deutschen Komponistenverbandes und der GEMA.
Klemm ist mit der Cellistin Astrid Klemm verheiratet und lebt mit ihr in Berlin (Prenzlauer Berg) und in der Uckermark. Er hat vier Kinder und 2 Hunde. Seine Brüder sind der Sänger und Gitarrist Hansi Klemm und der Dirigent Detlef Klemm.

## Filmografie (Auswahl)
- 1992: Die Lügnerin
- 1995: Der Kontrolleur
- 2000: Bergwacht – Duell am Abgrund (Fernsehfilm)
- 2001: Tatort: Nichts mehr im Griff
- 2002: Kein Mann für eine Nummer (Fernsehfilm)
- 2002–2005: Edel & Starck (Fernsehserie, 52 Folgen)
- 2003: Lottoschein ins Glück (Fernsehfilm)
- 2004: Schöne Männer hat man nie für sich allein (Fernsehfilm)
- 2004: Tatort: Tod unter der Orgel
- 2004–2005: Mein Chef und ich (Fernsehserie, 8 Folgen)
- 2005–2006: Bis in die Spitzen (Fernsehserie, 13 Folgen)
- 2006: Typisch Sophie (Fernsehserie, 10 Folgen)
- 2007: Allein unter Bauern (Fernsehserie, 10 Folgen)
- 2007: Küss mich, Genosse! (Fernsehfilm, Regie: Franziska Meyer Price)
- 2008: 1:0 für das Glück (Fernsehfilm)
- 2008: Liebesgruß an einen Engel (Fernsehfilm)
- 2009: Eine für alle – Frauen können’s besser (Fernsehserie, 100 Folgen)
- 2010: Im Brautkleid durch Afrika (Fernsehfilm)
- 2010: Das Glück ist eine Katze (Fernsehfilm, Regie: Matthias Steurer)
- 2010–2014: Der letzte Bulle (Fernsehserie, 60 Folgen)
- 2010: Auch Lügen will gelernt sein (Fernsehfilm)
- 2011: Stankowskis Millionen (Fernsehfilm, Regie: Franziska Meyer Price)
- 2011: Indisch für Anfänger (Fernsehfilm, Regie: Sebastian Vigg)
- 2012: Aus Liebe zu Dir (Fernsehfilm)
- 2012: Auf Herz und Nieren (Fernsehserie, 5 Folgen)
- 2013: Papa auf Probe
- 2013: Als meine Frau mein Chef wurde … (Regie: Matthias Steurer)
- 2013: Großer Mann ganz klein! (Fernsehfilm)
- 2013: Frauenherzen (Fernsehfilm, Regie: Sophie Allet Coche)
- 2013–2014: Heiter bis tödlich: Hauptstadtrevier (Fernsehserie, 32 Folgen)
- 2014: Siebenschön (Fernsehfilm, Regie: Karsten Fiebeler)
- 2015: Polizeiruf 110: Ikarus (Fernsehfilm, Regie: Peter Kahane)
- 2015: Frauenherzen – Die Serie (Fernsehserie, 6 Folgen)
- 2016: Tierärztin Dr. Mertens (Fernsehserie, 13 Folgen)
- 2016: Das Märchen vom Schlaraffenland (Fernsehfilm, Regie: Karsten Fiebeler)
- 2017: Sechs Richtige und ich (Fernsehfilm)
- 2018: Die Heiland – Wir sind Anwalt (Fernsehserie, 6 Folgen)
- 2018: Jung, blond, tot – Julia Durant ermittelt (Fernsehfilm, Regie : Maria von Heeland)
- 2018/19: Tierärztin Dr. Mertens (Fernsehserie, 13 Folgen)
- 2019: Kaltes Blut – Julia Durant ermittelt (Fernsehfilm, Regie : Nicolai Rohde)
- 2019: Mörderische Tage – Julia Durant ermittelt (Fernsehfilm, Regie: Nicolai Rohde)
- 2019: Nachtwache (Serienpilot, Regie: Sven Halfter)
- 2019/20: Die Heiland – Wir sind Anwalt - Staffel 1 (6 Folgen)
- 2020: Die Eifelpraxis – Familiengeheimnisse (Fernsehreihe, Regie: Uljana Havemann)
- 2020: Tierärztin Dr. Mertens (Fernsehserie, 13 Folgen)
- 2020: Die Eifelpraxis – Chancen (Regie: Uljana Havemann)
- 2021: Die Heiland – Wir sind Anwalt - Staffel 2  (13 Folgen)
- 2021: Tierärztin Dr. Mertens (Fernsehserie, 7 Folgen)
- 2022: Die Eifelpraxis/ Folge 12 (Fernsehfilm, Regie: Petra Wagener)
- 2022: Die Eifelpraxis/ Folge 13 (Fernsehfilm, Regie: Petra Wagener)
- 2022: Der Bozen-Krimi: Weichende Erben (Fernsehfilm, Regie: Sabine Dreflinger)
- 2022: Der Bozen-Krimi: Die Todsünde (Fernsehfilm, Regie: Sabine Derflinger)
- 2022: Die Heiland - Wir sind Anwalt - Staffel 3 (13 Folgen)
- 2023: Die Heiland - Wir sind Anwalt - Staffel 4 (13 Folgen)
- 2023: Die Eifelpraxis/ Folge 14 (Fernsehfilm, Regie: Petra Wagener)
- 2023: Die Eifelpraxis/ Folge 15
- 2024: Die Eifelpraxis/ Folge 16
- 2024: Die Eifelpraxis/ Folge 17
- 2024/25: Die Heiland - Wie sind Anwalt -  Staffel 5 (13 Folgen)

## Diskographische Hinweise
- Pascal von Wroblewsky Swinging Pool (1986)
- Fun Horns Surprise (1990)
- Wroblewsky-Donner-Klemm live (1990) mit Axel Donner und Pascal von Wroblewsky
- Pascal von Wroblewsky So Easy (1992) mit Axel Donner
- Billy Jenkins & Fun Horns Mayfest '94 (1994) mit Hue Warren, Steve Watts, Martin France
- Karl Scharnweber/Thomas Klemm/Wolfgang Schmiedt ChoralConcert – Passion (1994) mit Lauren Newton, Elisabeth Tuchmann, Oskar Mörth, Bertl Mütter
- Fun Horns Der Mond ist aufgegangen (1996, Quartalsauswahl Preis der Deutschen Schallplattenkritik 1997)
- Karl Scharnweber/Thomas Klemm/Wolfgang Schmiedt ChoralConcert – Inspiration, Evolution (2008)
- Trio Choralconcert: Ich - Martin Luther (2017)
- Jako-o: Nola Note auf musikalischer Weltreise (2007)
- Jako-o: Nola Note auf Orchesterreise (2009)
- Jako-o: Nola Note auf musikalischer Weltreise (2013)
- Jako-o: Nola Note auf musikalischer Weltreise, Teil 2 (2015)
- Jako-o: Nola Note auf musikalischer Weihnachtsreise (2017)
- Jako-o: Nola Note auf musikalischer Naturreise (2020)

## Auszeichnungen
- Bundesfilmpreis 1998 – Östliche Landschaft
- Deutscher Fernsehpreis 2001 – Edel & Starck
- Deutscher Fernsehpreis 2002 Nominierung – Edel & Starck
- Sony Music Award 2010 – Der letzte Bulle
- Sony Music Award 2011 – Der letzte Bulle
- Deutscher Fernsehpreis 2012 – Der letzte Bulle
- Deutscher Comedypreis 2012 – Stankowskis Millionen
- Deutscher Fernsehpreis 2014 Nominierung – Der letzte Bulle
- Solistenpreise in Belgien, Polen